# 밀로시 크라시치
밀로시 크라시치(세르비아어: Милош Красић, 영어: Miloš Krasić, 1984년 11월 1일 ~ )는 세르비아의 전 축구 선수로서, 포지션은 윙어다.

## 축구인 경력

### 선수 경력
1999년 FK 보이보디나에 14세의 나이로 영입되어 이듬해 리그에 데뷔하였다. 2001-02 시즌부터는 매 시즌 20경기 이상 출전하였으며 주장을 역임하기도 하였다. 2004년 1월 CSKA 모스크바가 그를 영입하려 하였으나 본인의 거부로 이적이 무산되었다. 하지만 그 해 여름 CSKA 모스크바의 끈질긴 구애 끝에 결국 크라시치는 이적을 결심하였다. 모스크바에서 활약하는 동안 2004-05 UEFA컵 우승에 기여한 것을 시작으로 2번의 리그 우승, 4번의 컵대회 우승 등에 공헌하였다. 모스크바에서의 활약을 바탕으로 2009년엔 세르비아 올해의 선수로 선정되기도 하였다.
2010년 8월 21일 €15,000,000의 이적료로 유벤투스 FC로 이적하였다. 삼프도리아와의 경기에서 데뷔전을 치른 크라시치는 데뷔 경기에서 어시스트를 기록하며 화려한 신고식을 치렀으며 이후에도 많은 공격 포인트를 올리며 2009-10 시즌 33경기에 나서 7골을 기록하였다.